# 1997年の台風
1997年の台風（1997ねんのたいふう、太平洋北西部で発生した熱帯低気圧）のデータ。台風の発生数は28個で、うち日本に接近したのは15個（上陸した4個を含む）であり、これは1951年の統計開始以降では7番目に多い接近数である。

## 台風の日本接近数
| 接近数が多い年 | 接近数が多い年                                   | 接近数が多い年 | 接近数が少ない年 | 接近数が少ない年                          | 接近数が少ない年 |
| 順位           | 年                                               | 接近数         | 順位             | 年                                        | 接近数           |
| -------------- | ------------------------------------------------ | -------------- | ---------------- | ----------------------------------------- | ---------------- |
| 1              | 2004年 1966年 1960年                             | 19             | 1                | 1973年                                    | 4                |
| 4              | 2012年                                           | 17             | 2                | 1995年                                    | 5                |
| 5              | 2018年 1955年                                    | 16             | 3                | 1977年                                    | 6                |
| 7              | 2019年 2000年 1997年 1994年 1965年 1961年 1958年 | 15             | 4                | 2020年 2010年 1983年 1979年               | 7                |
|                |                                                  |                | 8                | 2017年 2009年 1998年 1969年 1964年 1951年 | 8                |

## 月別の台風発生数
| 1月 | 2月 | 3月 | 4月 | 5月 | 6月 | 7月 | 8月 | 9月 | 10月 | 11月 | 12月 | 年間 |
| --- | --- | --- | --- | --- | --- | --- | --- | --- | ---- | ---- | ---- | ---- |
|     |     |     | 2   | 3   | 3   | 4   | 6   | 4   | 3    | 2    | 1    | 28   |

## 「台風」に分類されている熱帯低気圧

### 台風1号（アイサ）
199701・02W

 4月12日9時頃、熱帯低気圧がカロリン諸島で発生し、西北西に進んでいった。4月13日9時頃、熱帯低気圧が発達し、台風に変わった。中心気圧は996hPa、最大瞬間風速18mで西向きに進んでいった。 4月20日9時頃には中心気圧940hPa、最大瞬間風速43mでマリアナ諸島の西を勢力を維持しながら北上した。その後、衰弱していき、4月24日3時頃、温帯低気圧に変わった。

### 台風2号（ジミー）
199702・03W

4月22日15時ごろ、カロリン諸島の北で熱帯低気圧発生し、勢力を強めながら北へ進んで行った。4月24日3時ごろ熱帯低気圧から台風に変わり、中心気圧は996hPa、最大瞬間風速18mで北北東へと進んだ。4月25日9時ごろには中心気圧994hPa、最大瞬間風速18mで北東に向かい、台風2号は、4月26日9時ごろ熱帯低気圧に変わった。

### 台風3号（ケリー）
199703・04W

### 台風4号（リーバイ）
199704・05W・ビニン

### 台風5号（マリー）
199705・06W

### 台風6号（ネスター）
199706・07W

### 台風7号（オパール）
199707・08W・クリン

### 台風8号（ピーター）
199708・09W・ダリン
6月24日15時にフィリピンの東海上で発生し、発達しながら北上。発生から2日後の26日には南西諸島に接近、27日にかけて通過した。南西諸島を通過した台風は27日には九州西の東シナ海で最盛期を迎え、翌28日に中心気圧975hPa、最大風速30m/sという勢力で長崎県西彼杵半島付近に上陸。その後は瀬戸内海を通過して岡山県倉敷市に再上陸した後、本州を横断するような進路を取り、29日6時に三陸沖で温帯低気圧に変わった。

### 台風9号（ロージー）
199709・10W・エラン
７月20日にフィリピンの東海上で発生し、日本の南海上を発達しながら北上。22日午後9時頃に米海軍解析でカテゴリー5に達した。26日17時過ぎに、中心気圧970hPaという強い勢力で徳島県阿南市付近に上陸。その後播磨灘を通過し、26日21時前に岡山県備前市付近に再上陸して、中国地方を横断した。27日に山陰沖に進んで停滞し、28日6時に同海域で熱帯低気圧となった。 この熱帯低気圧は、28日夜から29日朝にかけ北陸地方西部から東海地方に南下するという複雑な動きをし、31日に紀伊半島の南海上にて消滅した。

### 台風10号（スコット）
199710・11W

### 台風11号（ティナ）
199711・12W・フリン

### 台風12号（ヴィクター）
199712・13W・ゴーリン

### 台風13号（ウィニー）
199713・14W・イビアン

8月9日にマリアナ諸島の東海上で発生。西北西に進み、超大型で非常に強い勢力にまで発達して、16日には沖縄地方の東方海上へと進んだ。台風は勢力を維持したまま、17日には沖縄本島と宮古島の間を通過し、超大型で強い勢力で中国大陸東岸の長江下流付近に上陸した。この台風は1951年の統計開始以降で最も強風域が大きくなった台風であり、その直径は2,300kmを超えた。また、日本ではこの台風による災害が局地激甚災害に指定された。

### 台風14号（ユール）
199714・15W

### 台風15号（ジータ）
199715・17W・ルミン

### 台風16号（アンバー）
199716・18W・マイリン

### 台風17号（キャス）
199717・20W

### 台風18号（ビング）
199718・19W

### 台風19号（オリーバ）
199719・02C
当初は、9月4日にマーシャル諸島の東海上で発生したハリケーンであったが、その直後に日付変更線を越えて「越境台風」となった。発達しながら西に進み、11日には中心気圧915 hPa、最大風速50 m/sにまで成長し、大型で非常に強い勢力となった。15日に奄美諸島付近で進路を北寄りに変えたが、徐々にスピードが遅くなり、九州の南海上でほとんど停滞した。そのため九州では長時間に渡り大雨と暴風に見舞われ、被害の大半が九州地方に集中する結果となった。16日8時過ぎ、台風は中心気圧960hPa、最大風速40m/sの強い勢力で鹿児島県枕崎市付近に上陸。 その後は九州を縦断し、瀬戸内海を通って17日0時頃に岡山県倉敷市付近に再上陸した。17日早朝に若狭湾に進み、6時には温帯低気圧に変わり、日本海沿岸沿いを北東に進んだ。

### 台風20号（デイヴィッド）
199720・21W

### 台風21号（フリッツ）
199721・22W

### 台風22号（ジンジャー）
199722・24W

### 台風23号（アイヴァン）
199723・27W・ナーシン

### 台風24号（ジョアン）
199724・28W
| 順位 | 台風                                    | 国際名   | 年     | 猛烈な勢力であった期間 |
| ---- | --------------------------------------- | -------- | ------ | ---------------------- |
| 1    | 昭和53年台風第26号                      | Rita     | 1978年 | 96時間                 |
| 2    | 平成30年台風第22号                      | Mangkhut | 2018年 | 90時間                 |
| 3    | 平成16年台風第16号                      | Chaba    | 2004年 | 78時間                 |
| 4    | 令和元年東日本台風 (令和元年台風第19号) | Hagibis  | 2019年 | 72時間                 |
| 4    | 昭和59年台風第22号                      | Vanessa  | 1984年 | 72時間                 |
| 4    | 昭和56年台風第22号                      | Elsie    | 1981年 | 72時間                 |
| 4    | 昭和54年台風第20号                      | Tip      | 1979年 | 72時間                 |
| 8    | 平成9年台風第24号                       | Joan     | 1997年 | 66時間                 |
| 9    | 平成24年台風第17号                      | Jelawat  | 2012年 | 60時間                 |
| 9    | 平成3年台風第28号                       | Yuri     | 1991年 | 60時間                 |
| 9    | 平成3年台風第23号                       | Ruth     | 1991年 | 60時間                 |

### 台風25号（キース）
199725・29W
統計開始以降で4番目に大きな強風域を持つ台風であった。なおこの台風が「超大型で猛烈な勢力」を記録した最後の台風となっている。
| 順位 | 名称               | 国際名  | 年     | 強風域最大直径 (km) |
| ---- | ------------------ | ------- | ------ | ------------------- |
| 1    | 平成9年台風第13号  | Winnie  | 1997年 | 2360                |
| 2    | 昭和62年台風第13号 | Freda   | 1987年 | 2220                |
| 2    | 平成2年台風第12号  | Yancy   | 1990年 | 2220                |
| 2    | 平成9年台風第25号  | Keith   | 1997年 | 2220                |
| 5    | 令和3年台風第18号  | Kompasu | 2021年 | 2200                |
| 6    | 平成7年台風第12号  | Oscar   | 1995年 | 2130                |
| 7    | 昭和61年台風第10号 | Sarah   | 1986年 | 2040                |
| 7    | 平成2年台風第23号  | Kyle    | 1990年 | 2040                |
| 7    | 平成8年台風第9号   | Herb    | 1996年 | 2040                |
| 10   | 昭和56年台風第24号 | Gay     | 1981年 | 1940                |
| 10   | 平成13年台風第4号  | Utor    | 2001年 | 1940                |

### 台風26号（リンダ）
199726・30W・オペン
10月26日にフィリピン東部で発達した低気圧は、10月31日に台風26号となって南シナ海を西進し、11月2日に最大風速約 28m/sの強風を伴いベトナム南部に上陸した。ベトナムを通過後は、タイランド湾を西進して勢力を維持したまま3日にタイ南部へ再上陸した。

ベトナムでは、南部を中心に死者3,111人、被災者100万人以上、倒壊家屋約77,000棟、被害総額470,000ドル（USD）の甚大な被害が発生した。またタイでも、高波や大雨による土砂災害、鉄砲水によって、沖合いと内陸部を合わせて152人が死亡した。

### 台風27号（モート）
199727・31W・パイニン

### 台風28号（パカ）
199728・05C・ラバン
越境台風となったほか、長寿台風となった。グアムに大きな被害を出した。
| 順位 | 名称               | 国際名 | 台風期間   | 発生日時           | 消滅日時            |
| ---- | ------------------ | ------ | ---------- | ------------------ | ------------------- |
| 1    | 平成29年台風第5号  | Noru   | 19日0時間  | 2017年7月20日 21時 | 2017年8月8日 21時   |
| 1    | 昭和47年台風第7号  | Rita   | 19日0時間  | 1972年7月7日 21時  | 1972年7月26日 21時  |
| 3    | 昭和42年台風第22号 | Opal   | 18日6時間  | 1967年8月30日 9時  | 1967年9月17日 15時  |
| 4    | 昭和61年台風第14号 | Wayne  | 17日18時間 | 1986年8月18日 15時 | 1986年9月6日 21時   |
| 5    | 昭和47年台風第9号  | Tess   | 15日12時間 | 1972年7月9日 3時   | 1972年7月24日 15時  |
| 6    | 平成9年台風第28号  | Paka   | 14日12時間 | 1997年12月8日 3時  | 1997年12月22日 15時 |
| 6    | 平成6年台風第31号  | Verne  | 14日12時間 | 1994年10月18日 9時 | 1994年11月1日 21時  |
| 6    | 昭和26年台風第20号 | Amy    | 14日12時間 | 1951年12月3日 9時  | 1951年12月17日 21時 |
| 9    | 平成4年台風第30号  | Gay    | 14日6時間  | 1992年11月16日 3時 | 1992年11月30日 9時  |
| 10   | 平成15年台風第2号  | Kujira | 14日3時間  | 2003年4月11日 9時  | 2003年4月25日 12時  |